# Mroczek ogoniasty
Mroczek ogoniasty (Stenomax aeneus) – gatunek chrząszcza z rodziny czarnuchowatych i podrodziny Tenebrioninae. Zamieszkuje Europę.

## Taksonomia
Gatunek ten opisany został po raz pierwszy w 1763 roku przez Giovanniego Antonia Scopolego pod nazwą Tenebrio aeneus. Jako lokalizację typową wskazał Krainę. W 1771 roku Karol Linneusz opisał go niezależnie pod nazwą Tenebrio lanipes i pod tą nazwą umieszczony został w 1876 roku przez Ernsta Allarda w rodzaju Stenomax oraz wyznaczony jego gatunkiem typowym przez Francesca Española i Jordiego Comasa w 1989 roku. Część autorów wyróżnia w jego obrębie dwa podgatunki, nominatywny i Stenomax aeneus incurvus; ten drugi takson wprowadzony został w 1850 roku przez Heinricha Carla Küstera jako osobny gatunek pod nazwą Helops incurvus i przez część źródeł uznawany jest za synonim mroczka ogoniastego.

## Morfologia
Chrząszcz o ciele długości od 12 do 16 mm, w zarysie podługowato-owalnym, najszerszym między połową a ⅔ długości pokryw, grzbietowo wysklepionym. Samice są przeciętnie większe i masywniej zbudowane niż samce. Ubarwienie jest kasztanowe do czarnego, rzadziej rude, zazwyczaj o rozjaśnionych stopach. Na oskórku występują krótkie i blade szczecinki.
Głowa ma powierzchnię bardzo gęsto pokrytą dość dużymi punktami, odsłonięty kawałek jasnej błony między nadustkiem i wargą górną oraz duże, poprzeczne i płytko na przedzie wykrojone oczy. Czułki u samca sięgają po rozprostowaniu do połowy długości ciała, u samicy zaś są krótsze.  
Przedplecze jest nieco szersze niż dłuższe, silniej ku tyłowi niż ku przodowi zwężone, o wykrojonej krawędzi przedniej, prostych i zaokrąglonych kątach przednich, wyciętych przed wystającymi kątami tylnymi, obrzeżonych wąskimi listewkami krawędziach bocznych oraz podobnie obrzeżonej krawędzi tylnej. Punkty na powierzchni przedplecza są stosunkowo duże i gęsto rozmieszczone. Mała tarczka ma trójkątny kształt. Pokrywy są szersze od przedplecza, owalne, u samca najszersze w połowie, a u samicy w ⅔ długości, u wierzchołka przedłużone w wyrostki (ogonki, mucro) o mocno zmiennym kształcie, u samca dłuższe niż u samicy. Rzędy są wyraźnie wgłębione, zaopatrzone w dość małe punkty, większe w rzędach po bokach pokryw. Międzyrzędy są lekko sklepione, metalicznie lśniące, bardzo drobno punktowane. Odnóża są długie i chude. U samicy wszystkie stopy są wąskie, walcowate i porośnięte krótkimi, żółtymi szczecinkami. U samca stopy par przedniej i środkowej mają człony poszerzone, nieco spłaszczone i porośnięte długimi, żółtymi szczecinkami.
Odwłok ma na pierwszym i drugim z widocznych sternitów rozproszone owłosienie.

## Ekologia i występowanie

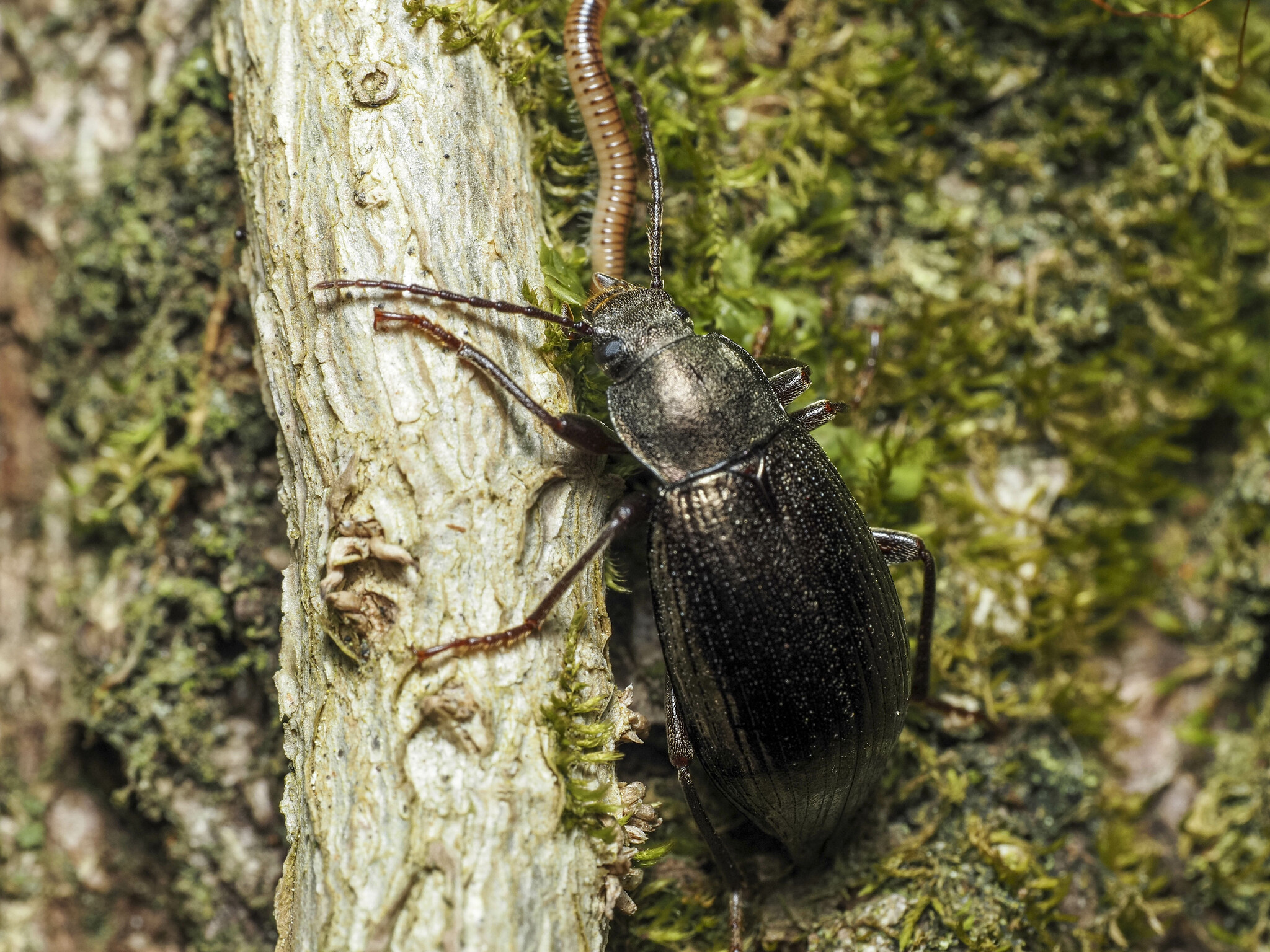
Imago w środowisku naturalnym

Owad leśny, rozmieszczony od nizin po przedgórza. Zasiedla lasy liściaste i mieszane. Jest saproksyliczny, związany z drzewami liściastymi, rzadziej z sosnami i świerkami. Osobniki dorosłe bytują pod odstającą korą, w murszejącym drewnie pni i gałęzi, próchnowiskach, dziuplach oraz w ściółce zgromadzonej u podstawy drzew. Aktywne są o zmierzchu, od wiosny do jesieni. Saprofagiczne larwy rozwijają się pod przegrzybiałą korą i w butwiejącym drewnie.
Gatunek palearktyczny, europejski, znany z Francji, Niemiec, Szwajcarii, Liechtensteinu, Austrii, Włoch, Łotwy, Polski, Czech, Słowacji, Węgier, Białorusi, Ukrainy, Rumunii, Bułgarii, Słowenii, Chorwacji, Bośni i Hercegowiny, Serbii, południa europejskiej części Rosji oraz europejskiej części Turcji.